# Mischpatim
Mischpatim (Biblisches Hebräisch מִשְׁפָּטִ֔ים ‚Rechtsvorschriften‘) bezeichnet einen Leseabschnitt (Parascha oder Sidra genannt) der Tora und umfasst den Text Exodus/Schemot 21–24 (21 , 22 , 23 , 24  – ELB-Links: 21 , 22 , 23 , 24 ).
Es handelt sich um die Sidra des 4. oder 5. Schabbats im Monat Schewat oder des 1. Schabbats im Monat Adar oder Adar rischon.

## Wesentlicher Inhalt
- Rechte von Sklaven
- Todesstrafe auf Mord, Misshandlung oder Entehrung der Eltern, Menschenraub, Zauberei und Unzucht mit Tieren
- Schadensersatz in bestimmten Fällen, siehe Auge um Auge, Zahn um Zahn
- Strafen für Diebstahl
- Rückerstattung anvertrauter Tiere oder Geräte
- Strafen für die Verführung einer Jungfrau
- Verbot der Zinsnahme
- Pfänder
- Hilfeleistung gegenüber Arbeitstieren von Feinden
- Verbot des Götzendienstes, der Bedrückung des Fremdlings, von Witwen und Waisen
- Lästerung gegenüber Richtern und Fürsten
- Speiseverbot von Gerissenem
- Verbot der Rechtsbeugung, Bestechlichkeit, Unwahrhaftigkeit und Verbreitung falscher Gerüchte
- Bestimmungen über das Sabbatjahr, den Schabbat und die Wallfahrtsfeste
- Verbot, das Böckchen in der Milch seiner Mutter zu kochen (daraus abgeleitet die Trennung von Milchigem und Fleischigem)
- Verheißung des Sieges über die kanaanitischen Völker (Chiwwiter, Hethiter und Kanaaniter)
- Verpflichtung des Volkes auf das Bundesbuch
- Moses 40 Tage auf dem Berg Sinai

## Haftara
Die zugehörige Haftara ist Jeremia 34,8–22  ; 33,25–26  ;
am Schabbat Schekalim 2 Kön 12,1–17  .